# Victor Tourangin
Pour les articles homonymes, voir Tourangin.
Denis-Victor Tourangin (25 octobre 1788, Issoudun - 31 mai 1880, Menetou-Salon) est un administrateur et homme politique français.

## Biographie
Frère de Silas Tourangin et de Zulma Carraud, il fait ses classes à Pontlevoy, son droit à Paris et, reçu avocat en 1811, se fit inscrire au barreau de Bourges. Il contribua sous la Restauration à la fondation du Journal du Cher, organe de l'opposition libérale, et fut nommé le 5 août 1830 préfet de la Sarthe. Préfet du Doubs de 1833 à 1848, il y montra de réelles qualité d'administrateur, à la foi ferme et conciliant.
Appelé en avril 1848 à la préfecture du Rhône, il obtient sa retraite comme préfet le 18 décembre de la même année et se rallia à la politique de l'Élysée. Il fut nommé conseiller d'État, secrétaire de légation, par l'Assemblée législative en 1849, et fut confirmé dans ses fonctions en janvier 1852.
Le 19 juin 1854, il fut élevé à la dignité de sénateur. À la Chambre haute, il défendit de ses votes le régime impérial, et rentra dans la vie privée après le 4 septembre 1870.

## Sources
- « Tourangin (Denis-Victor) », dans Adolphe Robert et Gaston Cougny, Dictionnaire des parlementaires français, Edgar Bourloton, 1889-1891 [détail de l’édition]